# Dànau
|  | No s'ha de confondre amb Dànaus. |

Dànau (en grec antic Δαναός Danaós), segons la mitologia grega, va ser un heroi grec, fill de Belos (Belus) i d'Anquínoe (Anchinoë), i net de Posidó i de Líbia. Fou germà d'Egipte (Aegyptus) i pare de cinquanta filles (les danaides).
El seu pare li va donar el regne de Líbia. Va fugir del país amb les seues cinquanta filles perquè els seus nebots, els cinquanta fills del seu germà Egipte, les demanaven com a esposes, però l'oracle l'havia advertit que un gendre seu el mataria. Va marxar després d'haver construït una nau amb cinquanta bancs de remers, aconsellat per Atena.
Arribà a Argos després d'una curta estada a Rodes amb les seves filles, que haurien edificat un temple a Atena Líndia. A Argos Gelanor n'era el rei. Alguns autors diuen que Gelanor va cedir espontàniament el poder a Dànau, i altres que Dànau va obtenir el reialme després d'una llarga discussió davant del poble d'Argos que va acabar amb un prodigi. Quan Dànau i Gelanor iniciaven un enfrontament decisiu al trencar l'alba, va sortir del bosc un llop que es va llançar sobre un ramat que passava pel camí. Va saltar sobre un toro, el va dominar i el va matar. Els argius, sorpresos, van considerar que aquell llop vingut de la soletat i lluny dels homes era semblant a Dànau. Van creure que el que havia passat indicava la voluntat dels déus i van proclamar rei a Dànau. L'heroi va consagrar un temple a Apol·lo Liceu (Apol·lo del llop)
Dànau ensenyà la gent del poble a fer pous i canals i va ser considerat benefactor públic. Els fills d'Egipte, finalment, el van trobar i exigiren casar-se amb les seues filles. Ell hi accedí, però donà instruccions a les filles perquè matessin els respectius marits la nit de noces. Totes el van obeir, menys una, Hipermnestra, i el gendre supervivent, Linceu, el va matar i també a les altres filles, per venjar els germans.
El mite fou tractat per Èsquil en la trilogia de les Danaides, de la qual ens ha pervingut el primer drama: Les suplicants.